# Gaudenci de Comenge
Gaudenci de Comenge (Sent Gaudenç, Alta Garona, s. V o VI) fou un pastor gal·loromà, mort a mans dels visigots arrians. És venerat com a màrtir per diverses confessions cristianes.
Gaudenci era un jove pastor de Comenge. Als tretze anys, mentre guardava el ramat a La Caoue, prop de la ciutat, fou atacat pels visigots que havien conquerit l'Aquitània. Els visigots, arrians, el comminaren a abjurar del catolicisme i fer-se arrià, però Gaudenci no ho volgué fer: fou, llavors, mort decapitat.
Segons la llegenda, Gaudenci, ja decapitat, s'aixecà i prengué el cap amb les mans: amb ell, arribà caminant al Mas Sent Peire i entrà a l'església, tancant-se les portes rere seu. Els veïns, després, hi enterraren el seu cos i el conservaren, juntament amb els de la seva mare Quitèria.
La veneració pel màrtir cresqué fins que el poble canvià de nom i passà a anomenar-se Sent Gaudenç. El culte popular fou confirmat en 1309 pel papa Climent V, que havia estat bisbe de Comenge.